# Акха

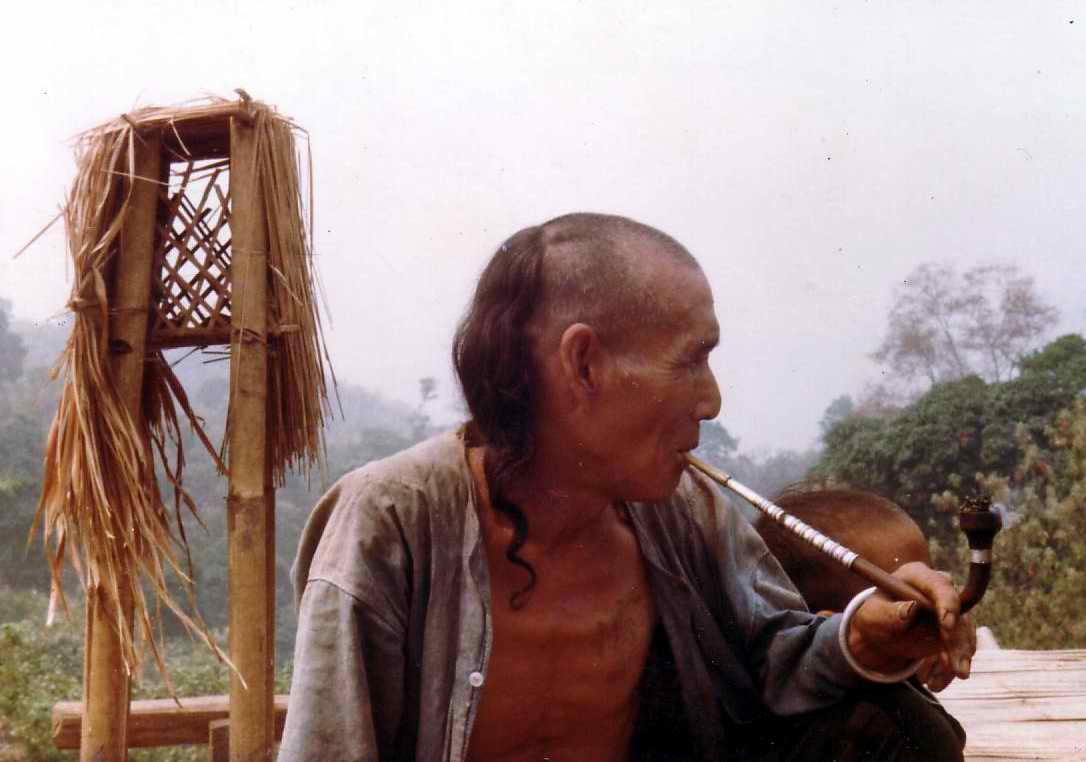
Мужчина акха с трубкой

Акха — горный земледельческий тибето-бирманский народ на юге Китая, на севере Лаоса и Таиланда, Мьянме и восточной Индии. Составляют более 500 000 человек. Известны своим прикладным искусством.

## Численность

Флаг таиландских акха

245 000 акха сегодня проживают в Мьянме (где признаны как ко, или акха-э-ко, в составе 33 шанских народов), 220 000 акха проживают в горах провинции Юньнань в Китае, где включены в состав официально признанной народности хани, в Таиланде, где около 80 000 акха проживает в горах в северных провинциях Чианграй и Чиангмай — как одно из шести главных горных племён, и в Лаосе как часть лао сунг (горных лаосцев). Характерна миграция между Лаосом и Таиландом, Китаем и Таиландом.

## Язык
Акха говорят на языке акха, относящемся к южной подгруппе лолойской группы лоло-бирманских языков.

## История
Предположительно, акха происходят с территории Монголии, где их народ сложился примерно полторы тысячи лет назад. Их традиционные территории — горные долины Юньнани — подпали под власть лоялистов династии Мин после того, как в 1644 году маньчжуры взяли Пекин, вызвав значительные китайские миграции на юг. В Таиланде считается, что акха пришли на территорию Таиланда из Китая в начале XX века. Миграция из Китая продолжается и сегодня.